# Ptilotus humilis
Ptilotus humilis là loài thực vật có hoa thuộc họ Dền. Loài này được (Nees) F. Muell. miêu tả khoa học đầu tiên năm 1868.